# Persone di nome Constantin
| Questa pagina contiene informazioni ricavate automaticamente dalle voci biografiche con l'ausilio del template Bio e di un bot. L'aggiornamento è periodico e automatico e ricostruisce completamente la pagina. Se manca una persona in questa lista, sei pregato di non aggiungerla, ma accertati piuttosto che la sua voce biografica contenga il template Bio e che i dati anagrafici siano correttamente compilati. Se il template Bio manca, inseriscilo tu stesso o, in alternativa, metti l'avviso {{tmp\|Bio}} che ne segnala la mancanza. Se i dati riportati sono sbagliati, correggi direttamente la voce biografica; le modifiche saranno visibili in questa lista entro pochi giorni. Per chiarimenti vedi il progetto antroponimi. La lista contiene solo le 89 persone che sono citate nell'enciclopedia e per le quali è stato implementato correttamente il template Bio. Pagina aggiornata al 22 lug 2025. |

Questa è una lista di persone presenti nell'enciclopedia che hanno il nome Constantin, suddivise per attività principale.

## Allenatori di calcio(2)
- Constantin Gâlcă, allenatore di calcio e ex calciatore romeno (Bucarest, n. 1972)
- Constantin Teașcă, allenatore di calcio e calciatore rumeno (Giurgiu, n. 1922 - Bucarest, † 1996)

## Ammiragli(1)
- Constantin Possiet, ammiraglio e politico russo (Pärnu, n. 1819 - San Pietroburgo, † 1899)

## Arbitri di calcio(1)
- Sebastian Colțescu, arbitro di calcio rumeno (Craiova, n. 1977)

## Architetti(1)
- Constantin Iotzu, architetto romeno (Kruševo, n. 1884 - Bucarest, † 1962)

## Attori(1)
- Constantin Gastmann, attore tedesco (Monaco di Baviera, n. 1990)

## Attori teatrali(2)
- Constantin I. Nottara, attore teatrale, direttore teatrale e docente rumeno (Bucarest, n. 1859 - Bucarest, † 1935)
- Constantin Tănase, attore teatrale, drammaturgo e cabarettista rumeno (Vaslui, n. 1880 - Bucarest, † 1945)

## Calciatori(19)
- Dragoș Albu, calciatore rumeno (Plenița, n. 2001)
- Constantin Arbănaș, ex calciatore rumeno (Reșița, n. 1983)
- Constantin Barbu, ex calciatore rumeno (Galați, n. 1971)
- Constantin Bogdan, ex calciatore moldavo (Chișinău, n. 1993)
- Constantin Budescu, calciatore rumeno (Manasia, n. 1989)
- Constantin Dima, calciatore rumeno (Bucarest, n. 1999)
- Constantin Dinulescu, calciatore rumeno (Bucarest, n. 1931 - † 2017)
- Constantin Frățilă, calciatore rumeno (Bucarest, n. 1942 - Bucarest, † 2016)
- Constantin Gângioveanu, ex calciatore rumeno (Craiova, n. 1989)
- Constantin Grameni, calciatore rumeno (Costanza, n. 2002)
- Constantin Grecu, ex calciatore rumeno (Craiova, n. 1988)
- Constantin Iavorschi, calciatore moldavo (n. 1990)
- Constantin Mandricenco, calciatore moldavo (Tiraspol, n. 1991)
- Constantin Nica, ex calciatore rumeno (Afumați, n. 1993)
- Constantin Radu, calciatore rumeno (Pitești, n. 1945 - † 2020)
- Constantin Rădulescu, calciatore, allenatore di calcio e arbitro di calcio rumeno (Cluj-Napoca, n. 1896 - † 1981)
- Constantin Reiner, calciatore austriaco (Oberndorf bei Salzburg, n. 1997)
- Constantin Sandu, calciatore moldavo (Chișinău, n. 1993)
- Constantin Stănici, ex calciatore rumeno (Bucarest, n. 1969)

## Cestisti(2)
- Constantin Herold, cestista e allenatore di pallacanestro rumeno (Moreni, n. 1912 - Bucarest, † 1984)
- Constantin Popa, ex cestista e allenatore di pallacanestro rumeno (Bucarest, n. 1971)

## Chimici(1)
- Constantin Fahlberg, chimico tedesco (Tambov, n. 1850 - Nassau, † 1910)

## Compositori(1)
- Constantin Brăiloiu, compositore e etnomusicologo rumeno (Bucarest, n. 1893 - Ginevra, † 1958)

## Dirigenti sportivi(1)
- Constantin Cernăianu, dirigente sportivo, allenatore di calcio e calciatore rumeno (Târgu Jiu, n. 1933 - Bucarest, † 2015)

## Disc jockey(1)
- DJ Sava, disc jockey e produttore discografico rumeno (Buzău, n. 1973)

## Economisti(1)
- Constantin Pecqueur, economista francese (Arleux, n. 1801 - Taverny, † 1887)

## Filosofi(1)
- Constantin Noica, filosofo, saggista e scrittore romeno (Vitănești, n. 1909 - Păltiniș, † 1987)

## Generali(7)
- Constantin Denis Bourbaki, generale greco (Cefalonia, n. 1787 - Kamaterò, † 1827)
- Constantin Celăreanu, generale e aviatore rumeno (Bucarest, n. 1890 - † 1983)
- Constantin Christescu, generale rumeno (Pădureşti, n. 1866 - Bucarest, † 1923)
- Constantin Heldmann, generale tedesco (Detmold, n. 1893 - Ehrenkirchen, † 1965)
- Constantin Pantazi, generale e politico rumeno (Călărași, n. 1888 - Prigione di Râmnicu Sărat, † 1958)
- Constantin Prezan, generale rumeno (Butimanu, n. 1861 - Bucarest, † 1943)
- Constantin Sănătescu, generale e politico rumeno (Craiova, n. 1885 - Bucarest, † 1947)

## Giornalisti(1)
- Constantin Abăluță, giornalista, poeta e politico rumeno (Bucarest, n. 1938 - Bucarest, † 2025)

## Insegnanti(1)
- Constantin Héger, insegnante belga (Bruxelles, n. 1809 - Bruxelles, † 1896)

## Lottatori(1)
- Constantin Alexandru, lottatore rumeno (Costanza, n. 1953 - † 2014)

## Matematici(1)
- Constantin Carathéodory, matematico greco (Berlino, n. 1873 - Monaco di Baviera, † 1950)

## Medici(1)
- Constantin Parhon, medico e politico rumeno (Câmpulung Muscel, n. 1874 - Bucarest, † 1969)

## Militari(3)
- Constantin Joseph Cornée, militare francese (Ferrière-la-Grande, n. 1814 - Parigi, † 1875)
- Constantin Rozanoff, militare e aviatore francese (Varsavia, n. 1905 - Melun, † 1954)
- Constantin Vasiliu, militare e politico romeno (Focșani, n. 1882 - Jilava, † 1946)

## Neurologi(1)
- Constantin von Monakow, neurologo russo (Oblast' di Vologda, n. 1853 - Zurigo, † 1930)

## Neuroscienziati(1)
- Constantin von Economo, neuroscienziato austriaco (Brăila, n. 1876 - Vienna, † 1931)

## Nobili(2)
- Constantin Cantacuzino, nobile, aviatore e hockeista su ghiaccio rumeno (Bucarest, n. 1905 - Madrid, † 1958)
- Constantin von Waldburg-Zeil, nobile e politico tedesco (Isny im Allgäu, n. 1839 - Merano, † 1905)

## Pianisti(1)
- Dinu Lipatti, pianista e docente rumeno (Bucarest, n. 1917 - Ginevra, † 1950)

## Pittori(2)
- Constantin Andreou, pittore e scultore greco (San Paolo, n. 1917 - Atene, † 2007)
- Constantin Daniel Rosenthal, pittore e scultore austriaco (Pest, n. 1820 - † 1851)

## Poeti(1)
- Constantin Stamati, poeta rumeno (Huși, n. 1797 - Ocnița, † 1869)

## Politici(13)
- Constantin Angelescu, politico rumeno (Craiova, n. 1870 - Bucarest, † 1948)
- Constantin Argetoianu, politico rumeno (Craiova, n. 1871 - Sighet, † 1952)
- Constantin Bosianu, politico e giurista rumeno (Bucarest, n. 1815 - Bucarest, † 1882)
- Constantin Coandă, politico e generale rumeno (Craiova, n. 1857 - Bucarest, † 1932)
- Constantin A. Crețulescu, politico rumeno (Bucarest, n. 1809 - Bucarest, † 1884)
- Constantin Dăscălescu, politico romeno (Breaza, n. 1923 - Bucarest, † 2003)
- Constantin Dobrogeanu-Gherea, politico rumeno (Slavjanka, n. 1858 - Bucarest, † 1920)
- Constantin Fehrenbach, politico tedesco (Wellendingen bei Bonndorf, n. 1852 - Friburgo in Brisgovia, † 1926)
- Constantin Dudu Ionescu, politico e ingegnere rumeno (Bucarest, n. 1956)
- Laurențiu Rebega, politico rumeno (Vălenii de Munte, n. 1976)
- Constantin Rădulescu-Motru, politico e filosofo rumeno (Butoiești, n. 1868 - Bucarest, † 1957)
- Constantin Stere, politico rumeno (Cerepcău, n. 1865 - Bucov, † 1936)
- Constantin von Briesen, politico prussiano (Pritten, n. 1821 - Bad Homburg vor der Höhe, † 1877)

## Politologi(1)
- Constantin Zureyq, politologo siriano (Damasco, n. 1909 - Beirut, † 2000)

## Principi(2)
- Constantin Brâncoveanu, principe (Brâncoveni - Costantinopoli, † 1714)
- Constantin von Waldburg-Zeil, principe e politico tedesco (Kleinheubach, n. 1807 - Kenzingen, † 1862)

## Pugili(1)
- Constantin Dumitrescu, ex pugile rumeno (Bucarest, n. 1931)

## Rugbisti a 15(1)
- Constantin Henriquez, rugbista a 15 haitiano (Port-de-Paix, n. 1880 - Port-au-Prince, † 1942)

## Saltatori con gli sci(1)
- Constantin Schmid, saltatore con gli sci tedesco (Bad Aibling, n. 1999)

## Scacchisti(1)
- Constantin Lupulescu, scacchista rumeno (Buftea, n. 1984)

## Schermidori(1)
- Constantin Sandu, schermidore rumeno (n. 1977)

## Scrittori(2)
- Constantin Frantz, scrittore e politico prussiano (Börnecke, n. 1817 - Blasewitz, † 1891)
- Constantin Alexandru Rosetti, scrittore, giornalista e politico romeno (Bucarest, n. 1816 - Bucarest, † 1885)

## Scultori(1)
- Constantin Brâncuși, scultore romeno (Peștișani, n. 1876 - Parigi, † 1957)

## Sollevatori(1)
- Constantin Urdaș, sollevatore rumeno (Bucarest, n. 1964)

## Storici(1)
- Constantin von Brandenstein-Zeppelin, storico tedesco (Biberach an der Riß, n. 1953)

## Tennisti(1)
- Constantin Frantzen, tennista tedesco (Düsseldorf, n. 1998)

## Tuffatori(2)
- Constantin Blaha, tuffatore austriaco (Vienna, n. 1987)
- Constantin Popovici, tuffatore rumeno (Bucarest, n. 1988)

## Violinisti(1)
- Constantin C. Nottara, violinista, compositore e critico musicale rumeno (Bucarest, n. 1890 - Bucarest, † 1951)

## Zoologi(1)
- Constantin Wilhelm Lambert Gloger, zoologo e ornitologo tedesco (Kasischka, Grottkau, n. 1803 - Berlino, † 1863)